# Biskupići (Prijepolje)
Pour les articles homonymes, voir Biskupići.
Biskupići (en serbe cyrillique : Бискупићи) est un village de Serbie situé dans la municipalité de Prijepolje, district de Zlatibor. Au recensement de 2011, il comptait 12 habitants.

## Démographie
| 1948 | 1953 | 1961 | 1971 | 1981 | 1991 | 2002 | 2011 |
| ---- | ---- | ---- | ---- | ---- | ---- | ---- | ---- |
| 214  | 205  | 187  | 148  | 100  | 44   | 22   | 12   |

|  |